# 汪貴 (成化進士)
汪貴（1439年—？），字良貴，直隸徽州府歙縣（今安徽歙縣）人，明朝政治人物。成化戊戌進士。官嘉善縣知縣。

## 生平
早年出身國子生，應天府鄉試第二十一名舉人。成化十四年（1478年）戊戌科進士。官浙江嘉善縣知縣，除弊利民，得罪權貴，被誣去職。官民數千人請留，邑人周宙等上書訟寃，朝廷下詔復職。

## 家族
曾祖父汪僖。祖父汪周得。父亲汪積慶。母程氏。具慶下。